# Ancorabolus mirabilis
Ancorabolus mirabilis är en kräftdjursart som beskrevs av Norman 1903. Ancorabolus mirabilis ingår i släktet Ancorabolus, och familjen Ancorabolidae. Arten är reproducerande i Sverige.